# Сантьяго-де-Компостела (аэропорт)
Аэропорт Сантьяго-де-Компостела (галис. Aeroporto de Santiago-Rosalía de Castro, исп. Aeropuerto de Santiago de Compostela-Rosalía de Castro) (ИАТА: SCQ, ИКАО:  LEST) — международный аэропорт в Испании, расположен в 13 км. от города Сантьяго-де-Компостела. Это второй по загруженности аэропорт на севере Испании после Бильбао. В 2015 году аэропорт перевёз 2 296 248 пассажиров. Рядом с аэропортом проходит Христианский маршрут паломничества Камино де Сантьяго. Аэропорт является одним из хабом для Vueling и Ryanair.

## История
Аэропорт был создан группой энтузиастов авиации в октябре 1932 года. 27 сентября 1937 года с аэропорта вылетел первый регулярный рейс. После гражданской войны в Испании, политические заключенные участвовали в строительстве аэропорта. В 1969 году был построен пассажирский терминал, в 1981 году был построен грузовой терминал. В 90-х годах с аэропорта выполнялись рейсы авиакомпании Viasa в Южную Америку. В 2011 году пассажирский терминал был реконструирован.